# William Lyttelton
Pour l’article homonyme, voir William Lyttelton (3e baron Lyttelton).
William Henry Lyttelton, 1er baron Lyttelton (24 décembre 1724 - 14 septembre 1808) est un pair britannique, un homme politique et un administrateur colonial de la famille Lyttelton. Il est le plus jeune fils de Thomas Lyttelton (4e baronnet).

## Biographie
En tant que fils cadet, il ne s’attend pas à hériter des domaines familiaux et occupe diverses fonctions gouvernementales. Il devient gouverneur de la Caroline du Sud coloniale en 1755. En tant que tel, il est un facteur majeur dans l’histoire de l’indépendance de l’Amérique. Son insistance sur le respect des droits des peuples autochtones issus de traités a aggravé le mouvement des colons établis à la frontière de la Caroline du Sud et entraîne une profonde division entre ceux qui respectent les directives du roi et ceux qui s'y opposent.
Les factions opposées finissent par mener la guerre civile en Caroline du Sud, qui est peut-être le facteur clé de l'indépendance de l'Amérique. Il est nommé gouverneur de la Jamaïque en 1760 et Ambassadeur au Portugal en 1766. Il est élevé à la pairie irlandaise en 1776 en tant que baron Westcote .
À la suite de la mort sans descendance de son neveu Thomas Lyttelton (2e baron Lyttelton) en 1779, il hérite du titre de Baronnet de la famille et des domaines familiaux à Frankley, Halesowen et Hagley, notamment Hagley Hall. Cependant, les domaines situés à Upper Arley passent à la sœur du défunt, Lucy, épouse d'Arthur Annesley (1er comte de Mountnorris). En 1794, Lord Westcote est également créé baron Lyttelton dans la Pairie de Grande-Bretagne. Il se marie deux fois, avec Martha, fille de James Macartney of Longford, neveu d'Ambrose Aungier, 2e comte de Longford. Ils ont trois enfants, dont George Fulke, son successeur. Il se remarie avec Caroline Bristow, fille de John Bristow, député et marchand, avec qui il a deux enfants, dont William Lyttelton (3e baron Lyttelton).